# Паллада (Грецька міфологія)

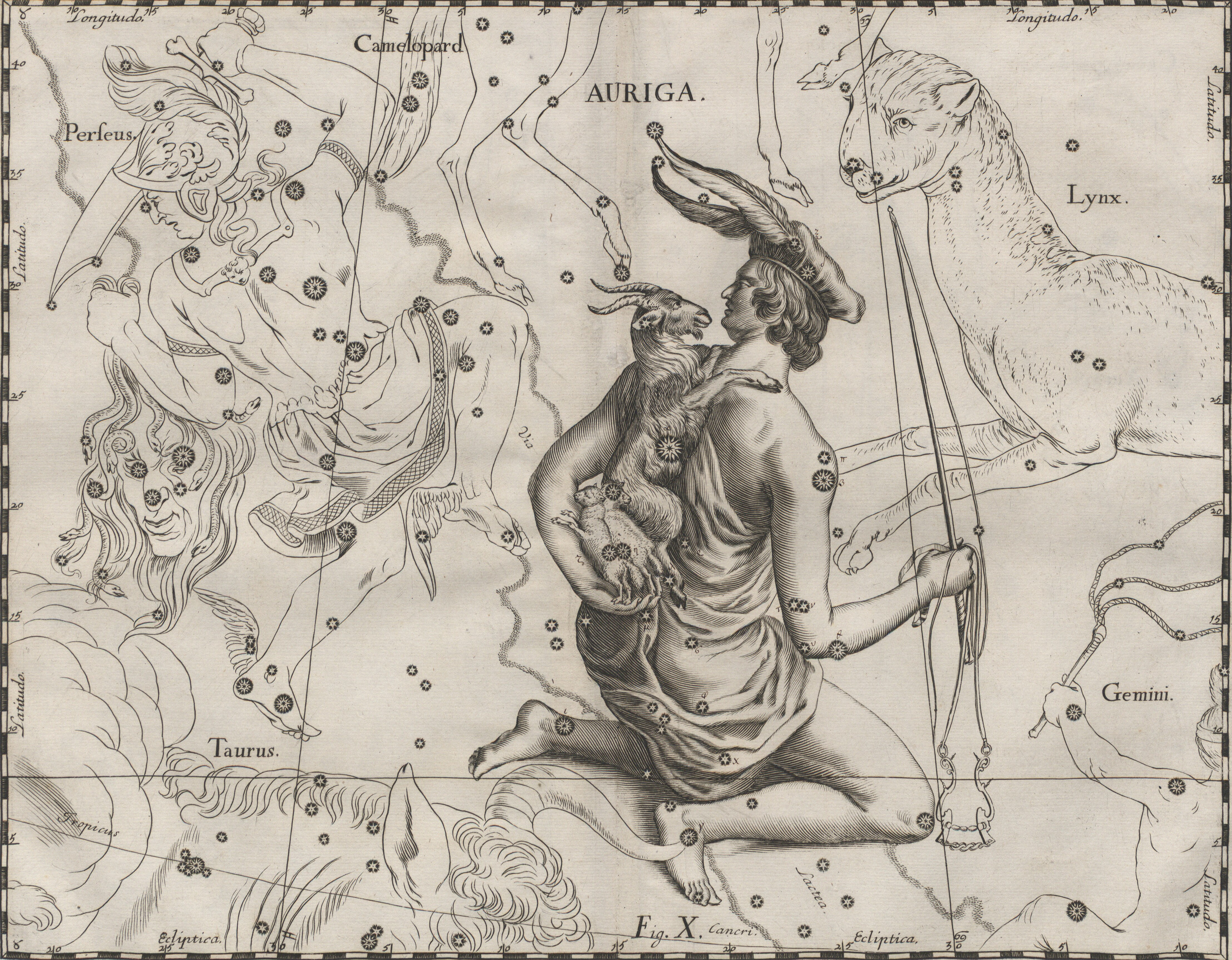

У грецькій міфології Паллада (/ˈpæləs/; давньогрецька : для чоловіків Πάλλας, род. Πάλλαντος і для жінки Παλλάς, род. Παλλάδος) може посилатись на такі фігури:
- Паллант (титан), син Крия і еврібія, брат Астрея і Персес, і чоловік Стікс.
- Паллант (гігант), син Урана і Геї, убитий і знятий Афіною.
- Паллада, дочка Тритона.
- Паллант (син Лікаона), вчитель Афіни.
- Паллант (син Пандіона), син Пандіона II, царя Афін, і батько 50 Паллантид.
- Паллант, батько Евріала від Діомеда.
- Паллант (син Евандера), визначний персонаж «Енеїди».
- Афіна Паллада, одне з імен богині Афіни.